# Heaven or Las Vegas
| Оценки критиков               | Оценки критиков |
| Источник                      | Оценка          |
| ----------------------------- | --------------- |
| AllMusic                      | [ 3 ]           |
| Encyclopedia of Popular Music | [ 4 ]           |
| Entertainment Weekly          | B–              |
| Los Angeles Times             | [ 6 ]           |
| Pitchfork Media               | 10/10           |
| Q                             | [ 8 ]           |
| The Rolling Stone Album Guide | [ 9 ]           |
| Select                        | 4/5             |
| Sounds                        | [ 11 ]          |
| Sputnikmusic                  | 4/5             |

Heaven or Las Vegas — шестой студийный альбом шотландской группы Cocteau Twins, вышедший 17 сентября 1990 года.
Альбом достиг позиции № 7 в британском чарте UK Albums Chart, став четвёртым для группы диском попавшим в UK Top-40 album, где находился 5 недель.
Журнал Pitchfork в 2018 году назвал его лучшим альбомом в стиле дрим-поп за всю историю (№ 1 в списке The 30 Best Dream Pop Albums).

## Об альбоме
Альбом получил положительные отзывы музыкальных критиков и интернет-изданий, например: AllMusic, Sounds, Pitchfork Media.
Heaven or Las Vegas был назван изданием Pitchfork Media одним из лучших альбомов (на позиции № 90) всех 1990-х годов. Журнал NME также позитивно оценивая эту новую работу, назвал Heaven or Las Vegas одним из лучших дисков 1990 года, поместив его на позицию № 28 в их списке Albums of the Year 1990.
В 2008 году альбом был включён в знаменитый список-альманах 1001 Albums You Must Hear Before You Die (рус. Тысяча и один музыкальный альбом, который стоит прослушать, прежде чем вы умрёте) и в сходный список лучших альбомов газеты The Guardian.
Издание The Observer поместила альбом на позицию № 97 в Списке лучших британских альбомов всех времён.

## Список композиций
Авторы всех песен Cocteau Twins (Элизабет Фрейзер, Робин Гутри, Саймон Рэймонд).
1. «Cherry-Coloured Funk» — 3:12
2. «Pitch the Baby» — 3:14
3. «Iceblink Luck» — 3:18
4. «Fifty-Fifty Clown» — 3:10
5. «Heaven or Las Vegas» — 4:58
6. «I Wear Your Ring» — 3:29
7. «Fotzepolitic» — 3:30
8. «Wolf in the Breast» — 3:31
9. «Road, River and Rail» — 3:21
10. «Frou-Frou Foxes in Midsummer Fires» — 5:38

## Участники записи
- Элизабет Фрейзер — вокал
- Робин Гатри[англ.] — гитара
- Саймон Рэймонд[англ.] — бас-гитара

## Чарты
| Чарт (1990)                      | Высшая позиция |
| -------------------------------- | -------------- |
| Великобритания (UK Albums Chart) | 7              |
| США (Billboard 200)              | 99             |